# Zera
Zera is een geslacht van vlinders van de familie dikkopjes (Hesperiidae), uit de onderfamilie Pyrginae.

## Soorten
- Z. belti (Godman & Salvin, 1894)
- Z. eboneus (Bell, 1947)
- Z. hyacinthinus (Mabille, 1877)
- Z. nolckeni (Mabille, 1891)
- Z. phila (Godman & Salvin, 1894)
- Z. tetrastigma (Sepp, 1848)
- Z. zera (Butler, 1870)